# Rhagonycha vartiani
Rhagonycha vartiani es una especie de coleóptero de la familia Cantharidae.

## Distribución geográfica
Habita en  Siria.